# Мирне (Осакаровський район)
Ми́рне (каз. Мирное) — село у складі Осакаровського району Карагандинської області Казахстану. Адміністративний центр та єдиний населений пункт Мирного сільського округу.
Населення — 462 особи (2021; 634 у 2009, 927 у 1999, 1566 у 1989).
Національний склад станом на 1989 рік:
- росіяни — 43 %;
- німці — 23 %.